# Tournoi de tennis de Milan - Edition de 1979
 (juillet 2025).
L'édition de 1979 du Tournoi de tennis de Milan, était un tournoi de tennis masculin ayant eu lieu en intérieur, dans le Palazzo dello Sport de Milan. L'évènement faisait partie du World Championship Tennis (WCT), faisant lui-même partie du Grand Prix Colgate-Palmolive de 1979. Ce fut la 2e édition du tournoi, elle a été tenue du 26 mars au 1er Avril 1979 et a été remportée, en simple, par John McEnroe, la troisième tête de série.

## Finales

### Simple
John McEnroe a battu  John Alexander 6–4, 6–3
- C'était le deuxième titre de l'année en simple pour McEnroe, et le septième de sa carrière.

### Double
Peter Fleming /  John McEnroe ont battu  José Luis Clerc /  Tomáš Šmíd 6–1, 6–3